# 小湊鉄道キハ200形気動車
小湊鉄道キハ200形気動車（こみなとてつどうキハ200がたきどうしゃ）は、小湊鉄道が1961年（昭和36年）から導入した気動車である。

## 概要
自社発注のキハ100形、国鉄払い下げのキハ41000形、国鉄払い下げの買収国電を気動車化したキハ6100形・キハ5800形と、種々雑多であった既存車両の老朽化に伴う代替と車両増備を目的として、日本国有鉄道（国鉄）キハ20系気動車を基本としつつ独自要素を盛り込んで設計され、1961年（昭和36年）から1977年（昭和52年）までの16年間に日本車両で総計14両が断続的に製造された。

## 車体

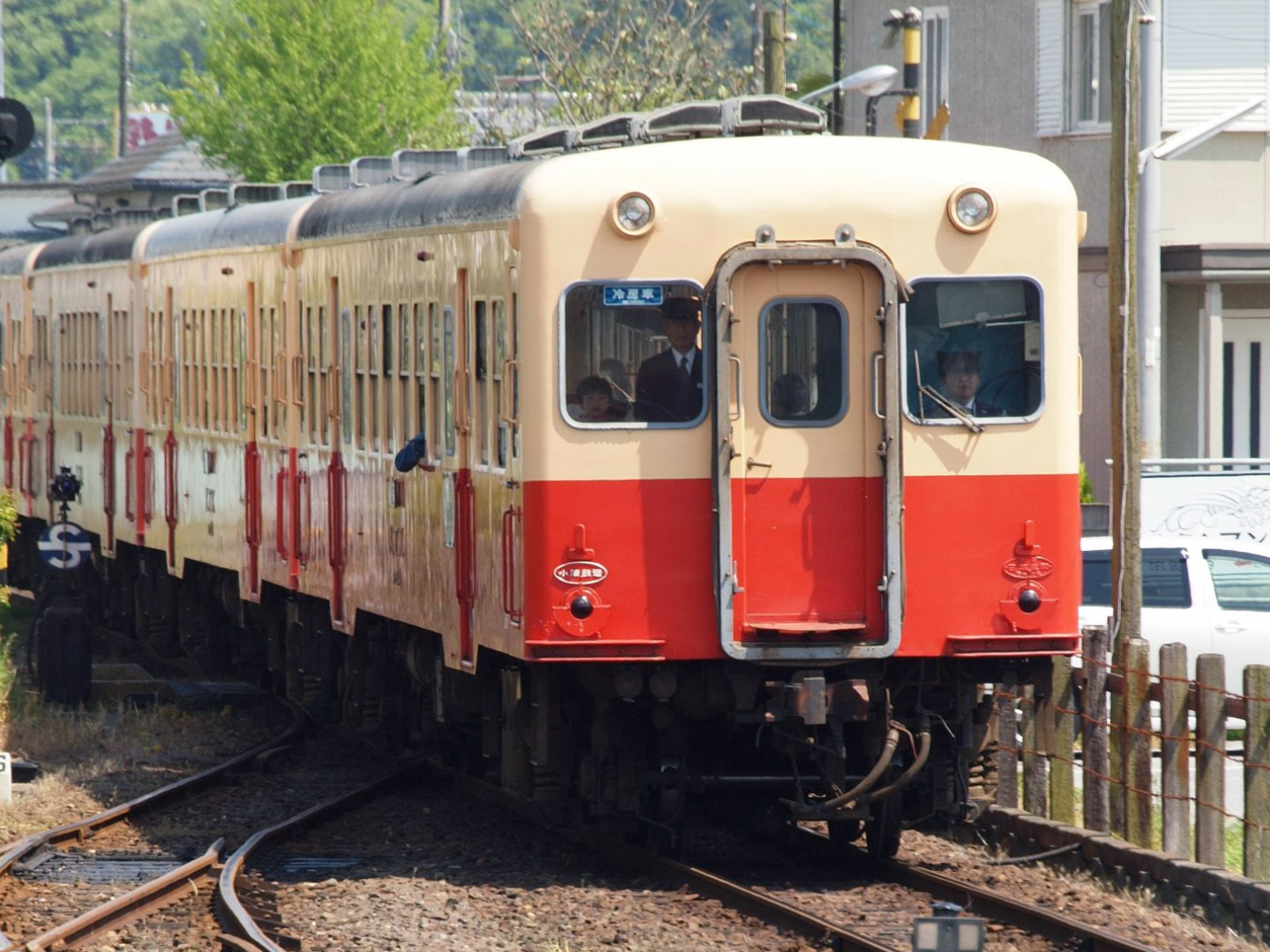
キハ204（先頭）のベンチレーター。他車と形状が異なる。（2010年5月）

窓配置d2D(1)6(1)D2d（d：乗務員扉、D：客用扉、(1)：戸袋窓）の両運転台式で、窓の上下に補強帯の露出はしない、ノーシル・ノーヘッダー構造の平滑な側板を備える。扉間の開閉可能な窓はベースとなった国鉄キハ20形の5箇所から6箇所に増えている。

側扉は、キハ201 - 206が薄い鋼板のプレス成形品を貼り合わせたプレスドア、207以降がハニカム構造の客用ドア（キハ206は後年の改造により2-4位側のみハニカム構造に変更）となっている。いずれもベースであるキハ20形より5 cm広い90 cm幅の片引戸で裾部が一段下がったステップ付、側窓はキハ201 - 210が通常のアルミサッシ、キハ211 - 214がユニットサッシとなっている。

妻面は中央に貫通扉を備える3枚窓構成であるが、キハ20形とは異なり雨樋位置を引き上げた張り上げ屋根構成となっている。前照灯はキハ20形の中央1灯ではなく、曲線区間での照度確保などの見地から左右前面窓の上の幕板部にシールドビーム式前照灯を2灯配置する。裾部にはアンチクライマーが装備されている。

通風器は押し込み式ベンチレーターが屋根上7箇所に千鳥状に配置されている。なお、キハ204のみ東武8000系電車の物に交換されており形状が異なる。

## 車内
座席は全てロングシートであり、中央部にエンジンの排気管が立ち上がっている。

座席モケットの色はキハ20形の青ではなくオレンジで、化粧板もライトグリーンではなくベージュとされ暖色系でまとめられている。DMH17Cエンジンが縦置きシリンダー型であるため、2-4位側の床には点検蓋が設けられている。

同社に汚物処理装置の抜き取り設備がないため、在来車と同様に車内にはトイレは設置されていない。

なお、製造当時は全車非冷房車であったが、1990年（平成2年）6月 - 1993年（平成7年）6月にかけてキハ209・210を除く12両がサブエンジン方式により冷房化されている。

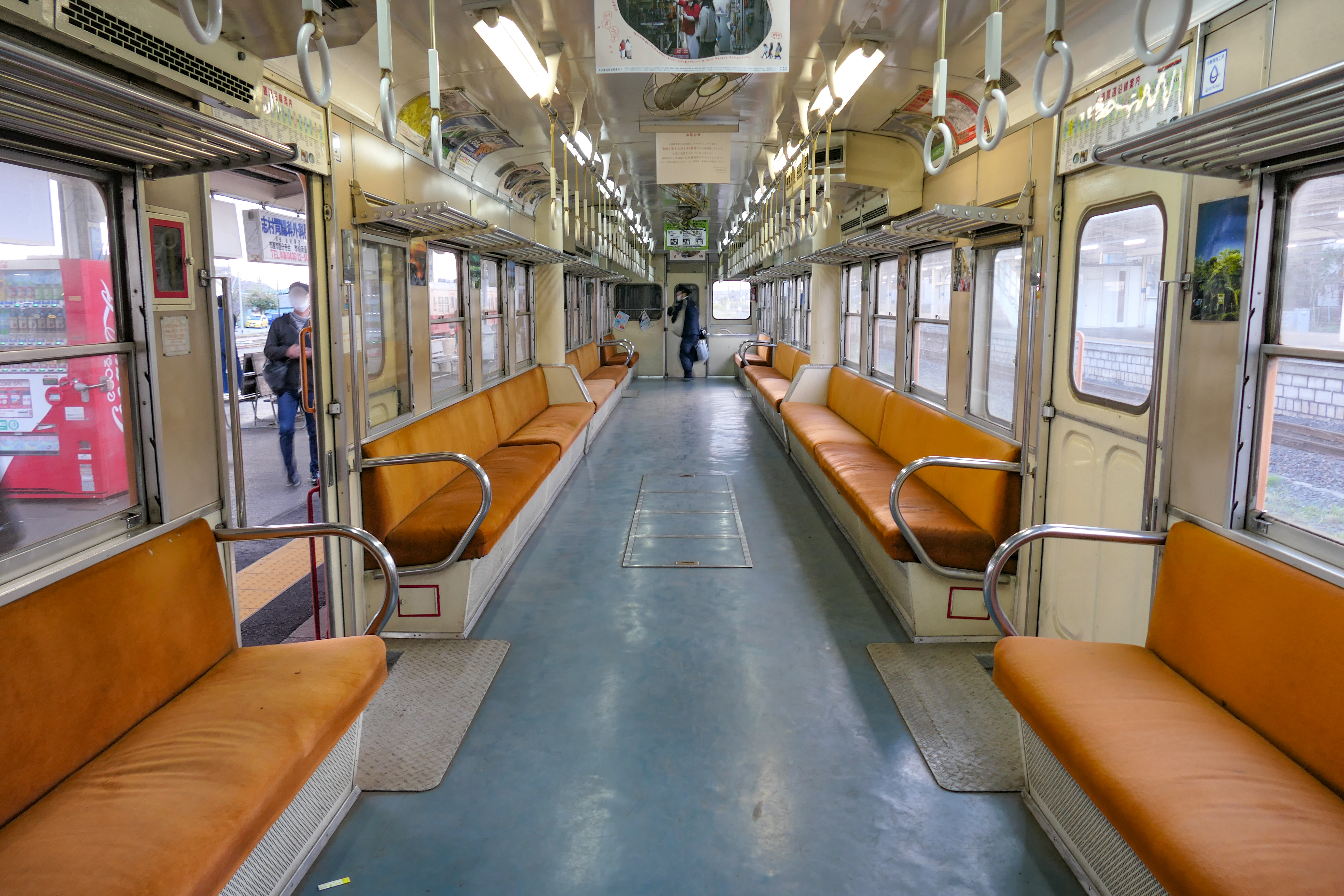
車内全景。車内中央部左右に排気管が見える。（2021年10月）
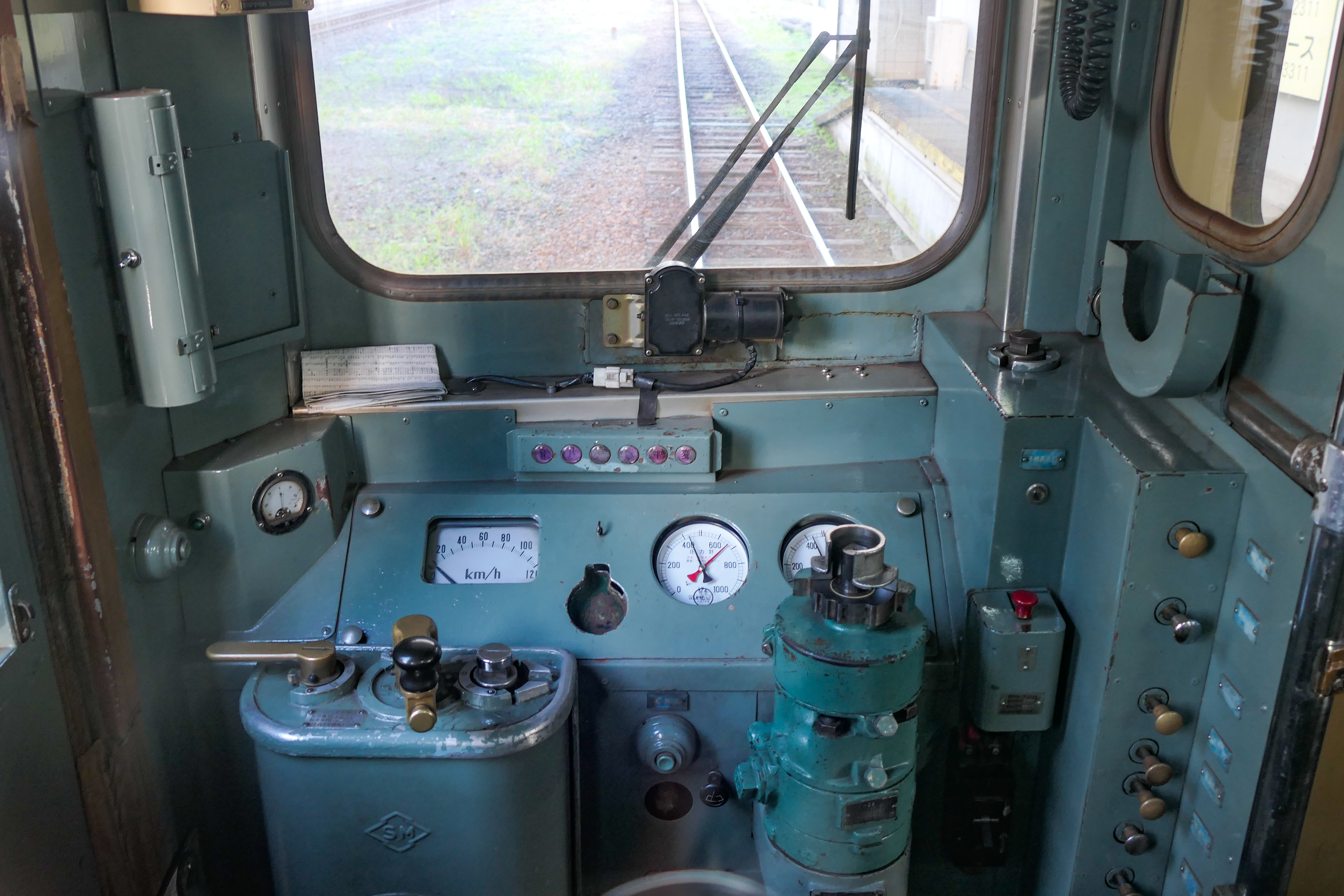
運転台（2021年10月）
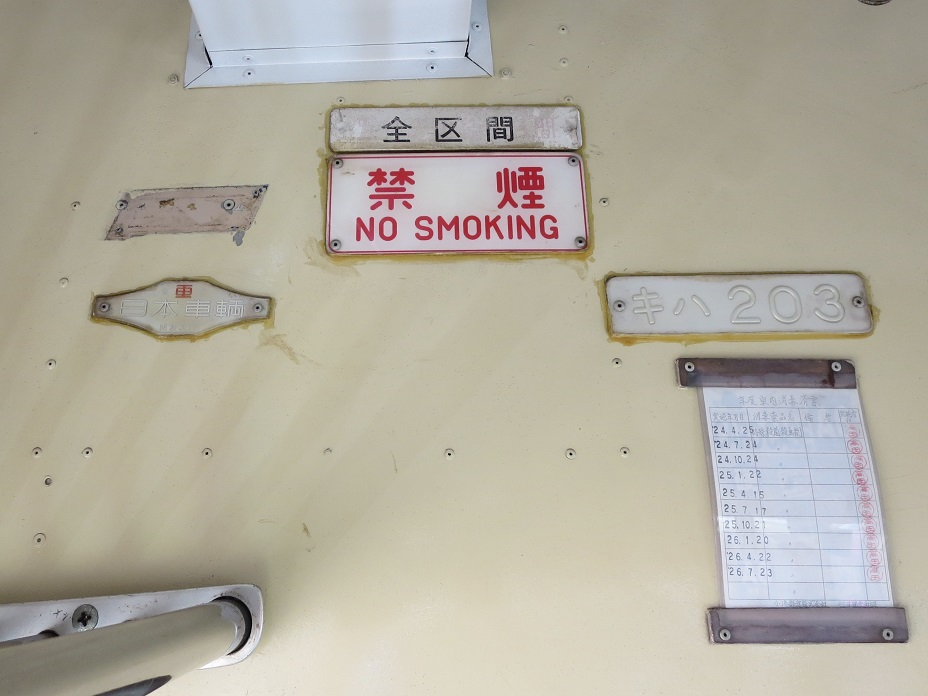
キハ203車内プレート。上総牛久以遠で喫煙できた頃の名残で「五井 - 上総牛久間」が「全区間」に変更されている。（2014年8月）

## 主要機器
駆動用機関は縦型の振興造機（現・神鋼造機）製（キハ204はダイハツ工業製）DMH17Cディーゼルエンジン、変速機は全車振興造機→神鋼造機製のTC-2型液体式変速機、そして台車もDT22・TR51形相当品と、設計当時に増備されていたキハ20形200番台に準じた機器が選択されている。保守部品を共通化し機器取り扱いの統一を図るなどの見地から、これらを1977年（昭和52年）の最終増備車まで一貫して採用し続けた。
最終増備車は、日本国内向けの完全新造の車両としては最後のDMH17系エンジン搭載車両である。これらのエンジンや変速機の大多数がJR・私鉄を問わず1990年代から2000年代にかけて淘汰される中、本形式では機関換装が行われず原型を保っている。

ただし、台車の車輪の直上には泥除けが追加されている。

## 運用
五井機関区に配置され、2024年（令和6年）12月現在は保留車のキハ209、2020年（令和2年）10月に定期運行を離脱し上総牛久駅に留置されているキハ202、2023年（令和5年）4月に廃車となり『高滝湖グランピングリゾート』に譲渡されたキハ203、廃車前提の休車中のキハ206を除く10両が運用されている。
キハ5800形が廃車となって以降は小湊鉄道唯一の定期列車用旅客車両形式として、同型車のみによる1 - 4両編成にて小湊鉄道線で運用されてきたが、JR東日本より購入し2021年春から運用するキハ40形によって本系列の一部車両の置き換えが行われた。ただし会社は、直ちに本形式の全車両を置き換えるのではなく、キハ200形を今後も継続して稼働させるため運用に余裕を持たせる目的だとしている。

キハ20系をベースにしたことが役立ち、1963年（昭和38年）から1964年（昭和39年）の夏期には千葉 - 養老渓谷間で直通列車が運転され、千葉 - 五井間の内房線（当時は房総西線）内では国鉄の気動車と併結し運行された実績がある。そのため、後に導入したキハ40形とも総括制御が可能。

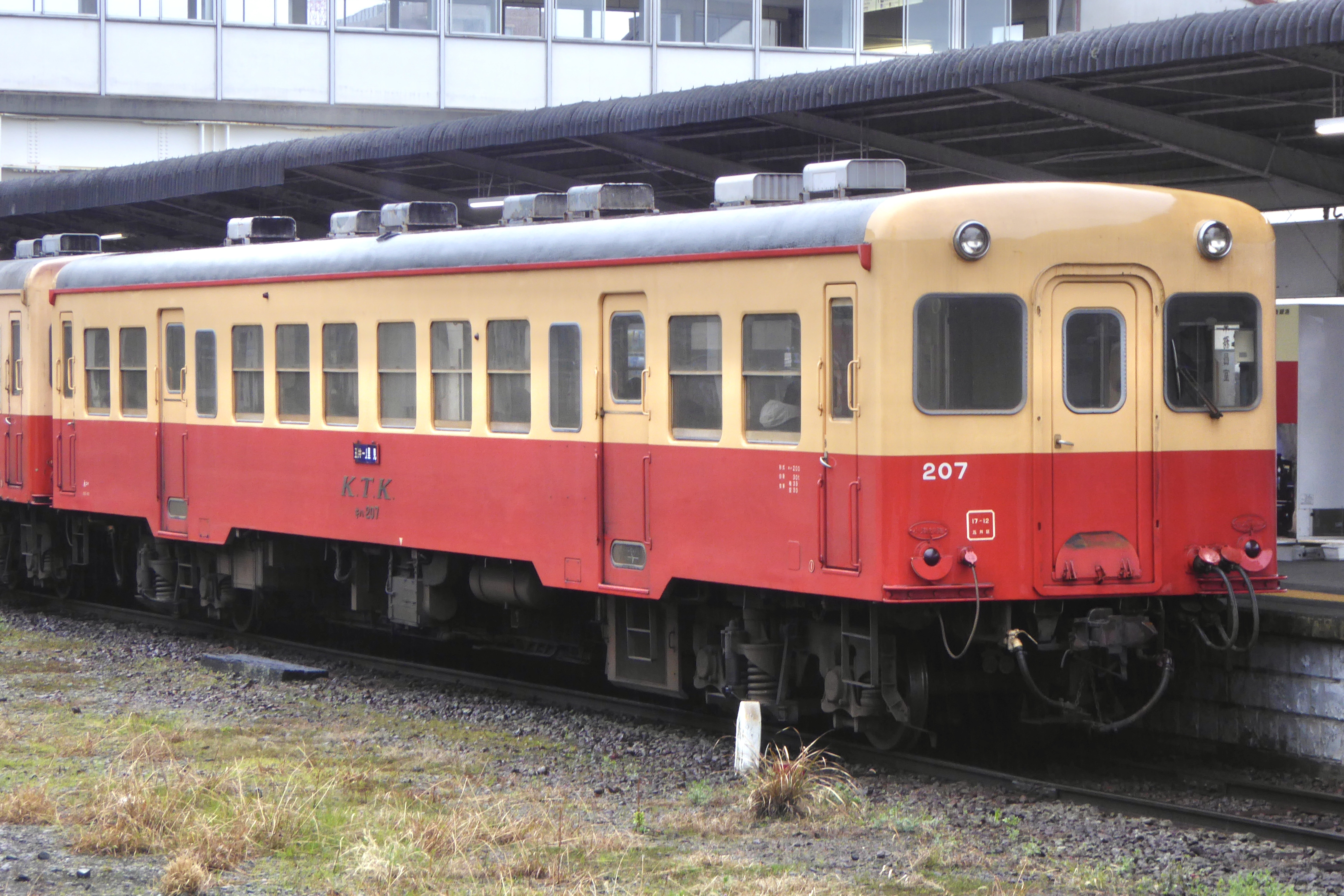
新塗装化されたキハ207

小湊鉄道の2005年（平成17年）の業務監査報告書によれば、今後会社ではワンマン運転の実施計画があるとされたが、その際の対応など本形式についての発表・言及は無かった。なお、その後の報告書ではワンマン運転そのものの言及が無くなっている。
2022年10月以降、前面に車号を追加し雨樋を赤色とした新塗装への変更が進められている。追加された車号の位置は複数の種類がある。

## 製造年一覧
| 車番          | 製造年 | ドア         | 側面窓           |
| ------------- | ------ | ------------ | ---------------- |
| キハ201・202  | 1961年 | プレスドア   | 非ユニットサッシ |
| キハ203・204  | 1963年 | プレスドア   | 非ユニットサッシ |
| キハ205・206  | 1964年 | プレスドア   | 非ユニットサッシ |
| キハ207 - 210 | 1970年 | ハニカムドア | 非ユニットサッシ |
| キハ211・212  | 1975年 | ハニカムドア | ユニットサッシ   |
| キハ213・214  | 1977年 | ハニカムドア | ユニットサッシ   |

※出典：

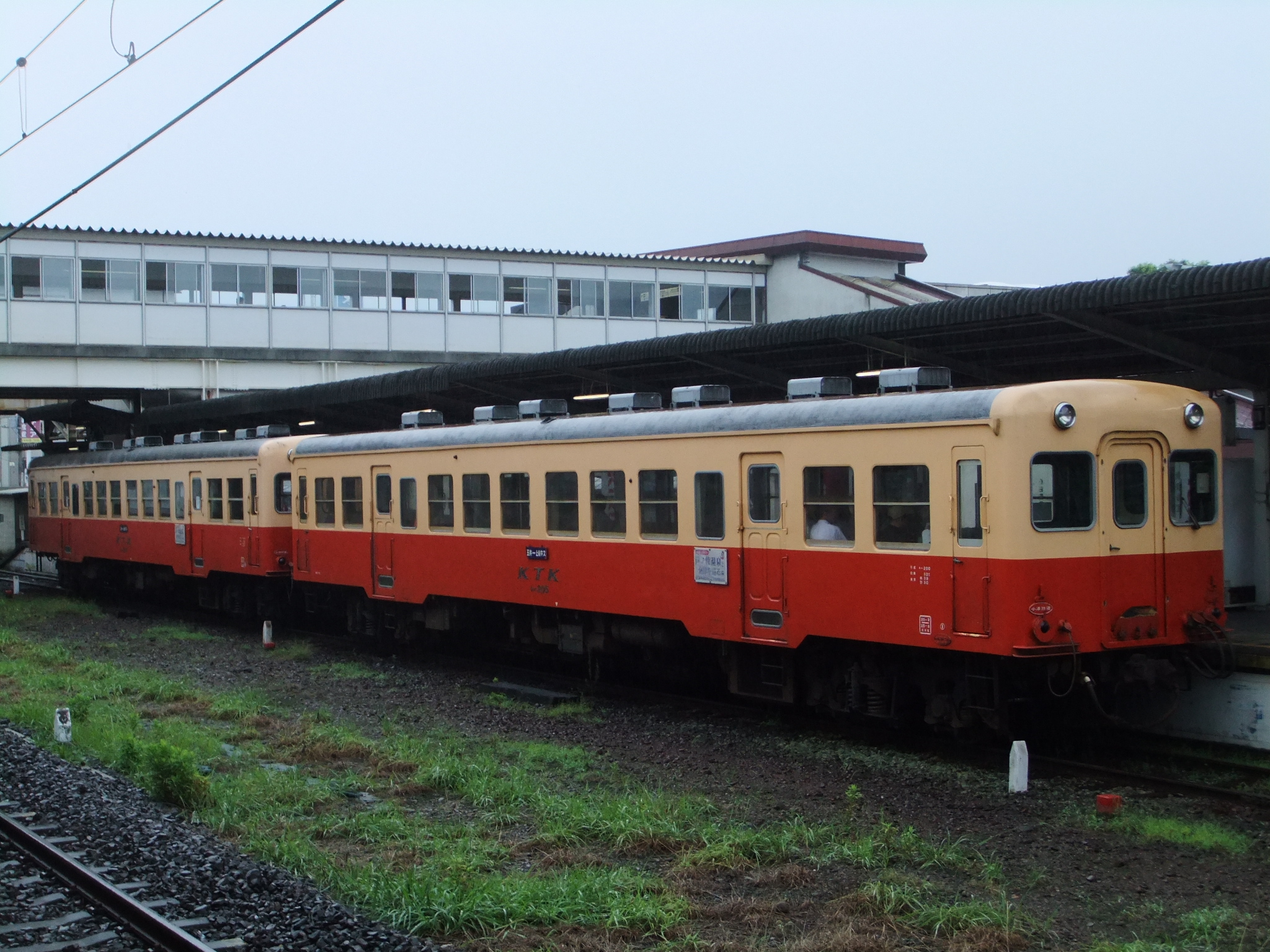
プレスドア/非ユニットサッシのキハ205（五井駅）
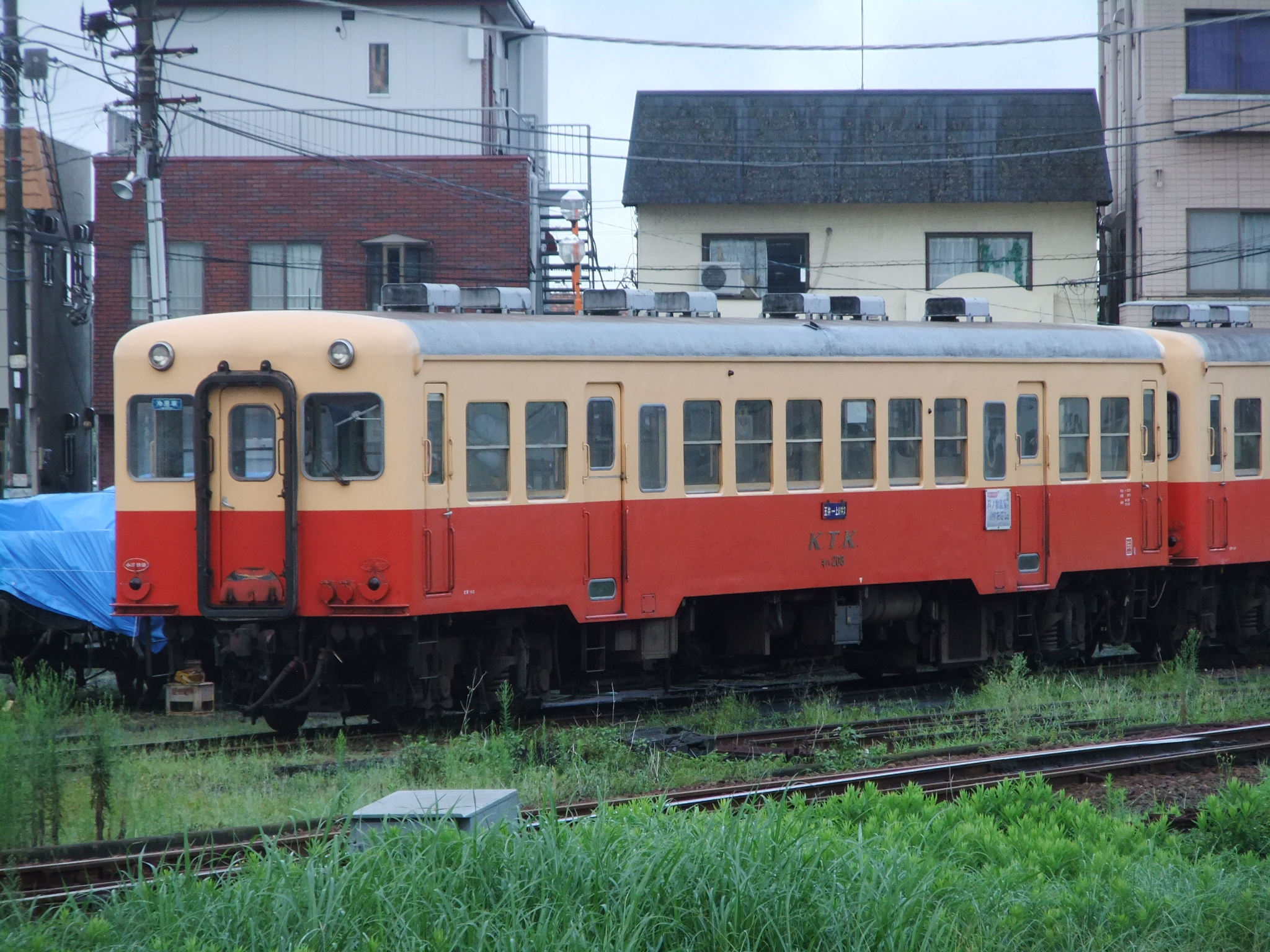
ハニカムドア/非ユニットサッシのキハ208（五井機関区）
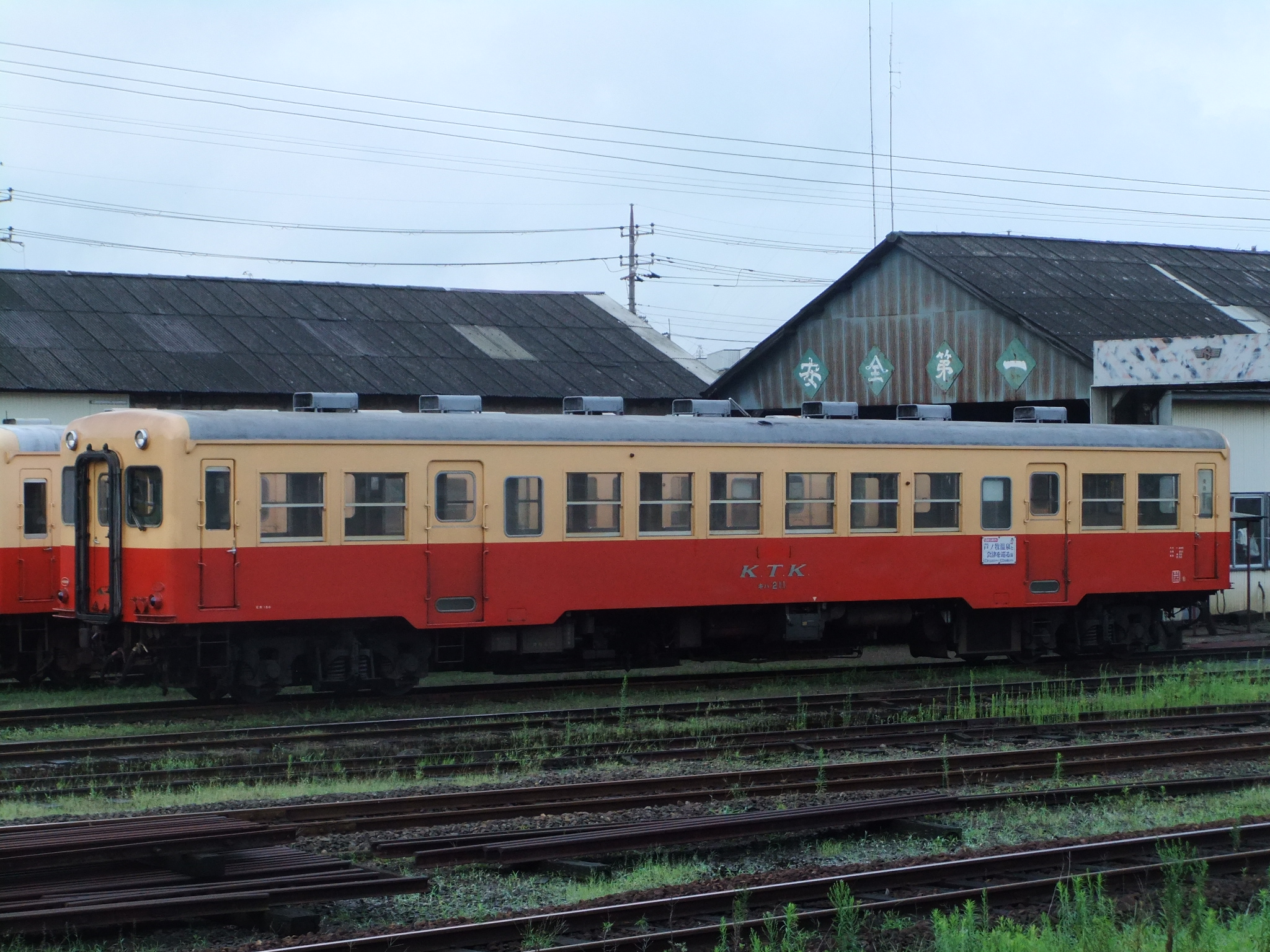
ハニカムドア/ユニットサッシのキハ211（五井機関区）